# Roccellinastrum lagarostrobi
Roccellinastrum lagarostrobi är en lavart som beskrevs av Kantvilas. Roccellinastrum lagarostrobi ingår i släktet Roccellinastrum, klassen Lecanoromycetes, divisionen sporsäcksvampar och riket svampar.   Inga underarter finns listade i Catalogue of Life.